# Еліс Девенпорт
Е́ліс Де́венпорт (англ. Alice Davenport), до шлюбу Шеппард (29 лютого 1864 — 24 червня 1936) — американська кіноакторка епохи німого кіно.

## Життєпис
Еліс Шеппгард (англ. Alice Shepphard) народилася в Нью-Йорку. На сцені дебютувала у 5 років. У 1893 році одружилася з актором німого кіно Гаррі Девенпортом, шлюб з яким було розірвано через три роки. У шлюбі народила дочку — Дороті Девенпорт (1895—1977), яка теж стала акторкою.
Еліс Девенпорт померла в Лос-Анджелесі.

## Фільмографія
- 1913 — У нього було три пристрасті / Passions, He Had Three
- 1913 — Контрольне світло / The Telltale Light
- 1913 — Коли мрії збуваються / When Dreams Come True
- 1913 — Бунт / The Riot
- 1913 — Драматична кар'єра Мейбл / Mabel's Dramatic Career
- 1913 — Шум з глибин / A Noise from the Deep
- 1914 — Морські німфи / The Sea Nymphs
- 1914 — Незвичайно скрутне становище Мейбл — дружина
- 1914 — Найкращий мешканець — подруга господині
- 1914 — Захоплений дощем / Caught in the rain — дружина
- 1914 — Реквізитор / The Property Man — актриса
- 1914 — Нахабний джентльмен — керівниця бару
- 1914 — Захоплений в кабаре — мати Мейбл
- 1914 — Заступник шерифа / The Under-Sheriff
- 1914 — Ці сільські хлопці / Those Country Kids
- 1914 — Чудові штани Фатті
- 1915 — Маленьке золото
- 1915 — Приставання до Мейбл